# Cedrillas
Cedrillas ist ein Ort und eine Gemeinde (municipio) mit 647 Einwohnern (Stand: 2024) im Zentrum der Provinz Teruel in der Autonomen Region Aragonien im östlichen Zentralspanien.

## Lage und Klima
Der Ort Cedrillas liegt am Oberlauf des Río Mijares im Süden des Iberischen Gebirges etwa 30 km (Fahrtstrecke) nordöstlich der Stadt Teruel in einer Höhe von ca. 1340 bis 1365 m. Das Klima ist gemäßigt bis warm; Regen (ca. 570 mm/Jahr) fällt übers Jahr verteilt.

## Bevölkerungsentwicklung
| Jahr      | 1857 | 1900 | 1950 | 2000 | 2017 |
| Einwohner | 744  | 860  | 956  | 527  | 611  |

Die Mechanisierung der Landwirtschaft sowie die Aufgabe bäuerlicher Kleinbetriebe und der daraus resultierende Verlust an Arbeitsplätzen haben in der zweiten Hälfte des 20. Jahrhunderts zu einem deutlichen Bevölkerungsrückgang (Landflucht) geführt.

## Wirtschaft
Die Gemeinde lebte jahrhundertelang ausschließlich vom Getreideanbau (Gerste und Weizen), der hauptsächlich zur Selbstversorgung betrieben wurde; auch Viehhaltung (Schafe, Ziegen, Hühner) fand in geringem Maße statt. Der Ort El Castillar diente als merkantiles, handwerkliches und kulturelles Zentrum für die inzwischen zumeist verschwundenen Weiler (pedanías) und Einzelgehöfte (fincas) in seiner näheren Umgebung. Heute spielt die Landwirtschaft immer noch die wichtigste Rolle; Einnahmen aus dem Tourismus gibt es kaum.

## Geschichte
Im 1. Jahrtausend v. Chr. siedelten in der Region wahrscheinlich keltiberische Stammesgruppen der Lobetaner. Römische Kleinfunde wurden gemacht, doch fehlen entsprechende Funde aus westgotischer und maurischer Zeit, wenngleich einiges darauf hindeutet, dass die Gegend im 11. Jahrhundert zum Taifa-Königreich von Albarracín gehörte. In den Jahren um 1170 wurde Teruel von den Christen erobert; etwa 30 Jahre später dürfte auch Cedrillas in deren Hände gefallen sein.

## Sehenswürdigkeiten
- Die Burg (castillo) überragt den Ort. Der Burgfelsen wurde vielleicht schon von den Kelten oder Keltiberern als Fluchtburg genutzt. Der heutige Zustand entstand im 13./14. Jahrhundert.[4][5]
- Die einschiffige Iglesia de San Salvador gehört in die Übergangszeit von der Spätgotik zur Renaissance; die Apsis ist polygonal gebrochen. Der neo-mudéjare Glockenturm entstand im Jahr 1890.[6]
- Die Ermita del Salvador und die Ermita de Loreto stehen mitten im Ort bzw. am Ortsrand.

Umgebung
- Circa zwei Kilometer außerhalb steht die die Ermita de Santa Quiteria.